# 短尖杜鹃
短尖杜鹃（学名：Rhododendron inopinum）为杜鹃花科杜鹃花属下的一个种。

## 扩展阅读
- 維基物種上的相關：短尖杜鹃